# Kleiner Deister

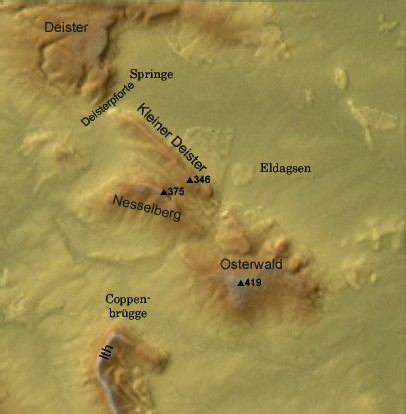
Kleiner Deister, Nesselberg und Osterwald sowie Teile von Deister (Norden) und Ith (Süden)

Der Kleine Deister ist ein 346 m ü. NHN hoher Höhenzug und Naturraum des Calenberger Berglands. Er liegt zwischen Springe und Eldagsen in der Region Hannover in Niedersachsen (Deutschland). Mit dem Nesselberg im Süden und dem Osterwald im Südosten bildet er eine Gruppe von drei aneinandergrenzenden Gebirgszügen im Nordteil des Leineberglands. Von der Deisterpforte als Verkehrsweg aus wird er als das niedrigere „Gegenstück“ des nördlich angrenzenden, bis 408 m hohen Deisters wahrgenommen, woraus sich der Name begründet.
Im Kleinen Deister liegt der Saupark Springe mit dem Wisentgehege Springe, seiner bekanntesten Attraktion mit zahlreichen Wildtierarten.

## Geographie

### Lage
Der Kleine Deister erhebt sich zwischen dem Nesselberg im Süden und dem (Großen) Deister im Norden; von letzterem ist er durch die südwestlich der Stadt Springe gelegenen Deisterpforte getrennt, einen flachen Talpass mit der Quelle der ostwärts zur Leine fließenden Haller. Im Südosten wird der Kleine Deister durch das Tal des Alten Gehlenbachs zu den Nordausläufern des Osterwaldes abgegrenzt.
Auf dem im Südwesten vom Kleinen Deister zum Nesselberg überleitenden Sattel – zwischen den Wolfsköpfen im Nordosten und dem Grasberg im Südwesten – liegt der Platz Wolfsbuchen, benannt nach einigen alten Rotbuchen. An der Ostseite dieses Sattels entspringt der Schwarze Bach, ein Zufluss des Alten Gehlenbachs; westlich die Schneebeeke, die zur Hamel fließt. Beide Höhenzüge liegen zwischen dem Springer Ortsteil Altenhagen I im Westen, dem Kernort von Springe im Norden, Eldagsen im Osten sowie den Coppenbrügger Ortsteilen Dörpe im Süden und Brünnighausen im Südwesten.

### Naturräumliche Zuordnung
Der Kleine Deister bildet in der naturräumlichen Haupteinheitengruppe Weser-Leine-Bergland (Nr. 37), in der Haupteinheit Calenberger Bergland (378) und in der Untereinheit Süd-Hannoversche Berge (378.3) den Naturraum Kleiner Deister (378.33), an den sich im Südwesten der Naturraum Osterwald (mit Nesselberg) (378.34) und im Westen der zur Untereinheit Calenberger Becken (378.2) zählende Naturraum Hachmühlener Becken (378.22) anschließt. Nach Osten fällt die Landschaft in den Naturraum Eldagser Lößhügel (521.04) ab, der in der Haupteinheitengruppe Niedersächsische Börden (52) und in der Haupteinheit Calenberger Lößbörde (521) zur Untereinheit Hannoversche Börde (521.0) gehört.

### Berge
Zu den Bergen des Höhenzugs Kleiner Deister gehören – sortiert nach Höhe in Meter (m) über Normalhöhennull (NHN):
- Wolfsköpfe (346 m),[1] Südosten
- Burgberg (ca. 325 m), Zentrum
- Drakenberg (321,0 m), Südosten
- Raher Berg (284,8),[1] Nordwesten
- Hallermundskopf (218,7 m), Zentrum; mit Resten der Burg Hallermund

## Geologie

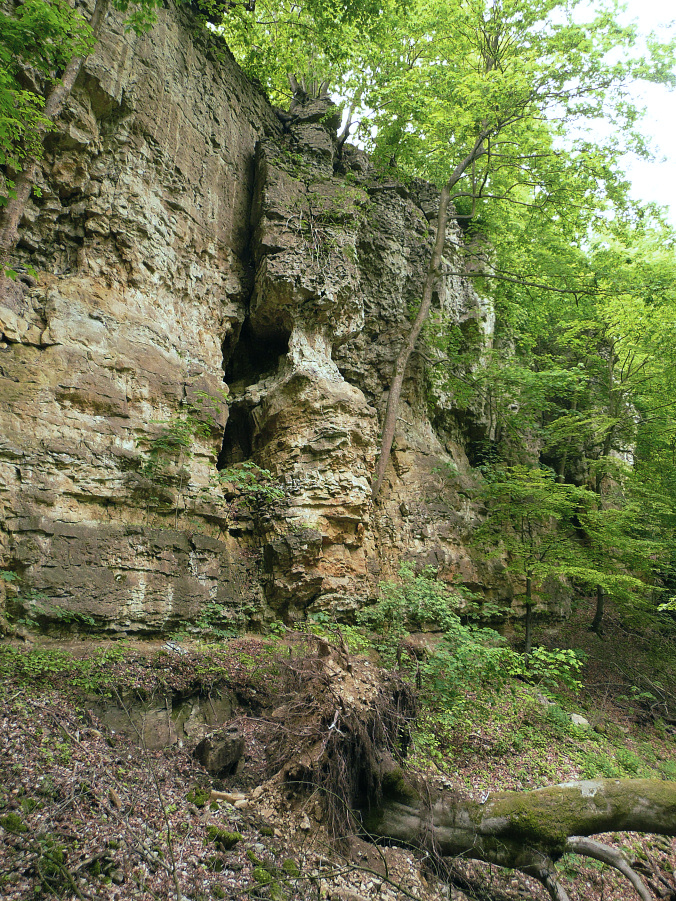
Felsen mit Höhlen

Der Kleine Deister hat eine hercynisch ausgeprägte Streichrichtung. Er bildet den Nordostflügel einer großen Sattelstruktur. Die Erdschichten des Deisters zu beiden Seiten des Bergkamms aus der Jura- und der Kreidezeit treten dabei im Kleinen Deister spiegelverkehrt zutage.
Die nach Südwesten abdachende Hälfte des Kleinen Deisters mit dem Nesselberg ist von ausstreichenden Sandsteinen, Schluffsteinen und Tonsteinen, zum Teil mit Einlagerungen von Steinkohle gekennzeichnet. Es sind die Obernkirchen-Schichten (Wealden) der Unterkreide. 
Die nach Nordosten abdachende Hälfte ist von ausstreichenden Mergelsteinen, Tonsteinen und Kalksteinen gekennzeichnet. Es sind die Münder Mergel des Oberen Juras.

## Schutzgebiete
Auf dem Kleinen Deister und dem Nesselberg liegt das Naturschutzgebiet (NSG) Saupark (CDDA-Nr. 30110; 1954 ausgewiesen; 24,448 km² groß), in dem sich der Saupark Springe mit dem Wisentgehege Springe ausbreitet. Rund um beide Höhenzüge befinden sich die an das NSG stoßenden Landschaftsschutzgebiete Nördlicher Osterwald und Umgebung (CDDA-Nr. 323273; 1972; 18,16 km²), Süd-Deister (CDDA-Nr. 324904; 1967; 33,792 km²) und Osterwald-Saupark (CDDA-Nr. 323574; 1972; 16,046 km²). Auf der Nordosthang liegt das Fauna-Flora-Habitat- und Naturschutzgebiet Höhlengebiet im Kleinen Deister (FFH-Nr. 3823-332; 1,0671 km²) und etwas östlich unterhalb davon das FFH- und Naturschutzgebiet Hallerbruch (FFH-Nr. 3823-331; 2,1244 km²).

## Sehenswertes

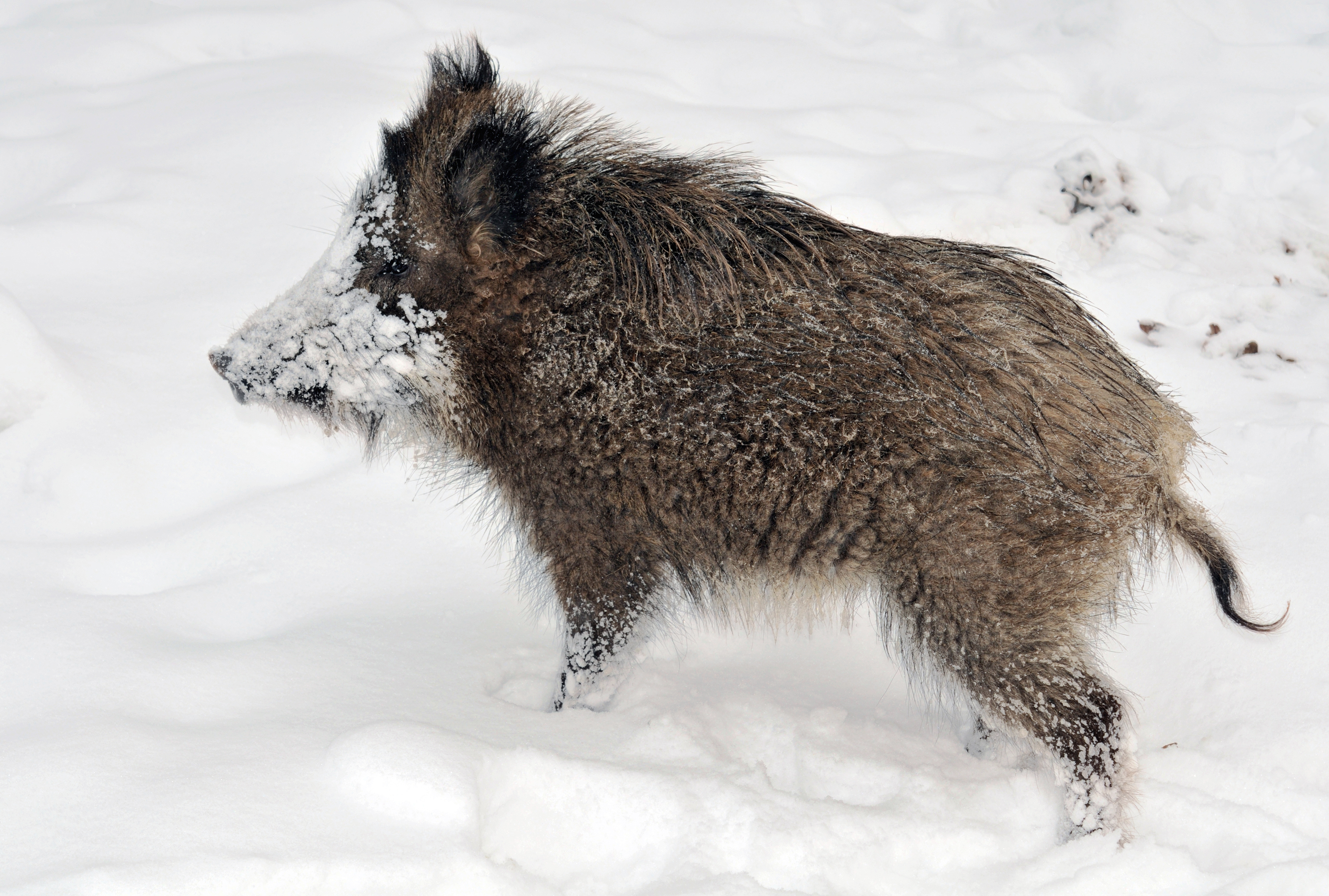
Junges Wildschwein im Wisentgehege Springe

### Saupark Springe
Der größte Teil des Kleinen Deisters (und die nördliche Abdachung des Nesselbergs) wird vom Saupark Springe eingenommen, einem sehr wildreichen, mit einer 16,3 km langen und 2 m hohen Sandsteinmauer umbauten Waldgebiet. Vorherrschend ist alter Laubmischwald aus Buchen und Eichen, einige Straßen sind alleehaft von Birken oder Kastanien gesäumt. Neben Schwarzwild lebt im Saupark auch Rot-, Dam-, Muffel- und Rehwild. Über den Kamm des Kleinen Deisters verläuft ein Felsabbruch mit Höhlen, in denen seltene Fledermausarten leben, außerdem finden sich Hügelgräber, Wasserquellen und Wildwiesen mit seltenen Tier- und Pflanzenarten. 
Im nordöstlichen Teil des Sauparks liegt das Wisentgehege Springe, ein zooähnlicher Wildpark mit zahlreichen, größtenteils heimischen Wildtierarten.

### Weiteres
Weitere Sehenswürdigkeiten im und am Kleinen Deister sind das Jagdschloss Springe, Hügelgräber, alte Sandsteinbrüche auf dem Nesselberg, Reste der mittelalterlichen Burg Hallermund auf dem Hallermundskopf und Überreste der frühmittelalterlichen Wallburg Kukesburg bei Altenhagen. In den Steinbrüchen bei Altenhagen I waren nach 1900 rund 400 Bergleute beschäftigt, die hier den Nesselbergsandstein brachen.

## Verkehr und Wandern
Nordwestlich des Kleinen Deisters führt von Bad Münder durch die zum Deister überleitende Deisterpforte und dann durch Springe sowie weiter nach Völksen die Bundesstraße 217 (Hannover–Hameln). Südöstlich des Höhenzugs verläuft im Tal des Alten Gehlenbachs von Eldagsen durch Dörpe nach Coppenbrügge im Übergangsbereich zum Osterwald die Landesstraße 422. Über den Höhenzug und den Nesselberg führt von Norden nach Süden der Roswithaweg, ein Fernwanderweg von Nienburg/Weser nach Bad Gandersheim; er hat bei Springe Anschluss an den Europäischen Fernwanderweg E1.

## Bilder

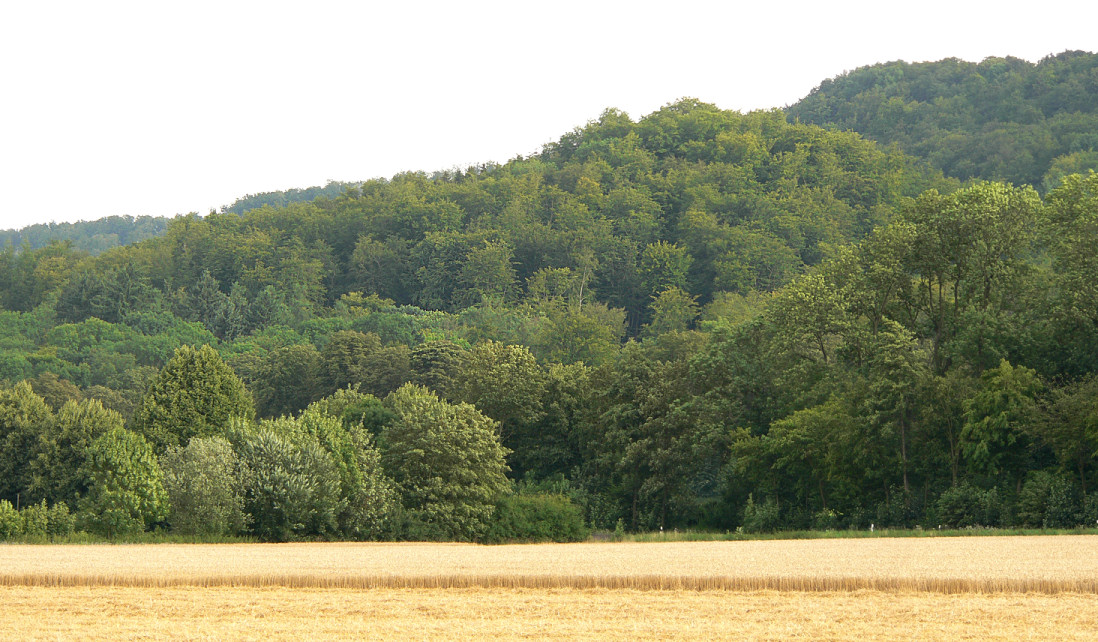
Hallermundskopf mit Resten der Burg Hallermund
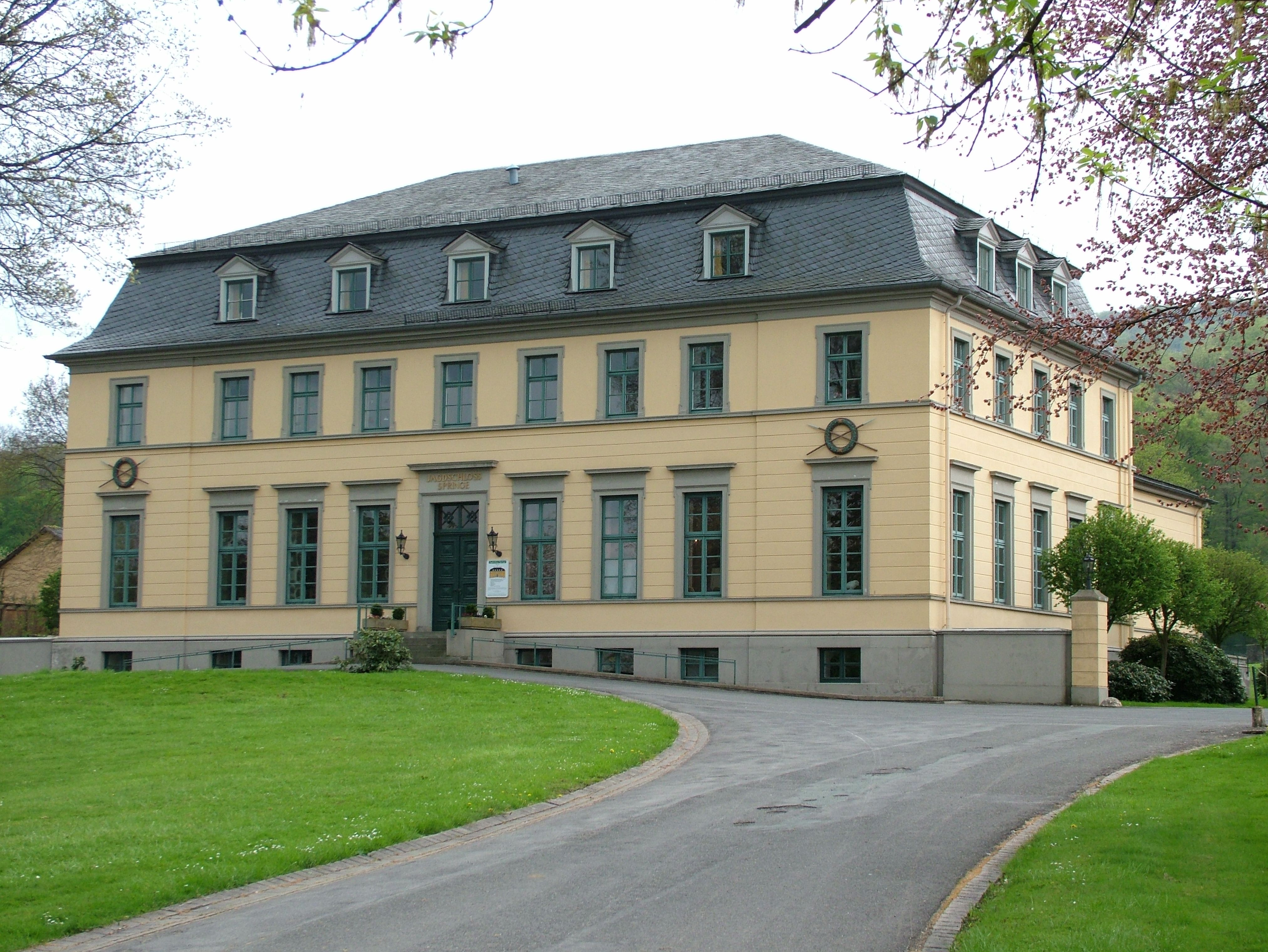
Jagdschloss Springe am Haupteingang des Sauparks
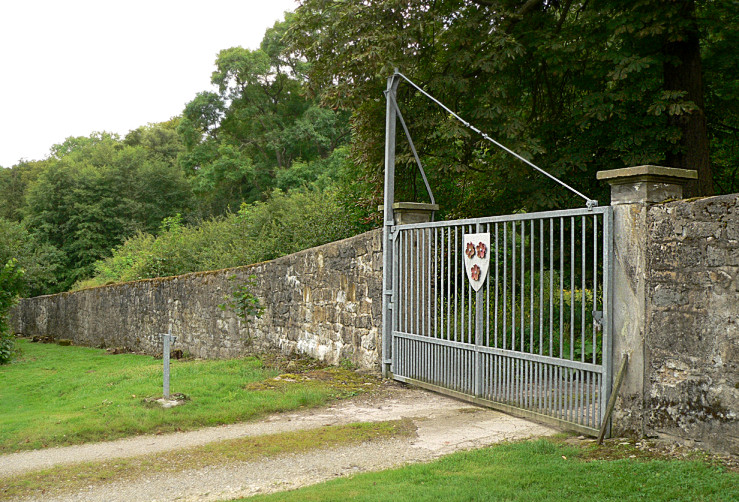
Fahrwege durch die Sauparkmauer sind mit eisernen Toren verschlossen.
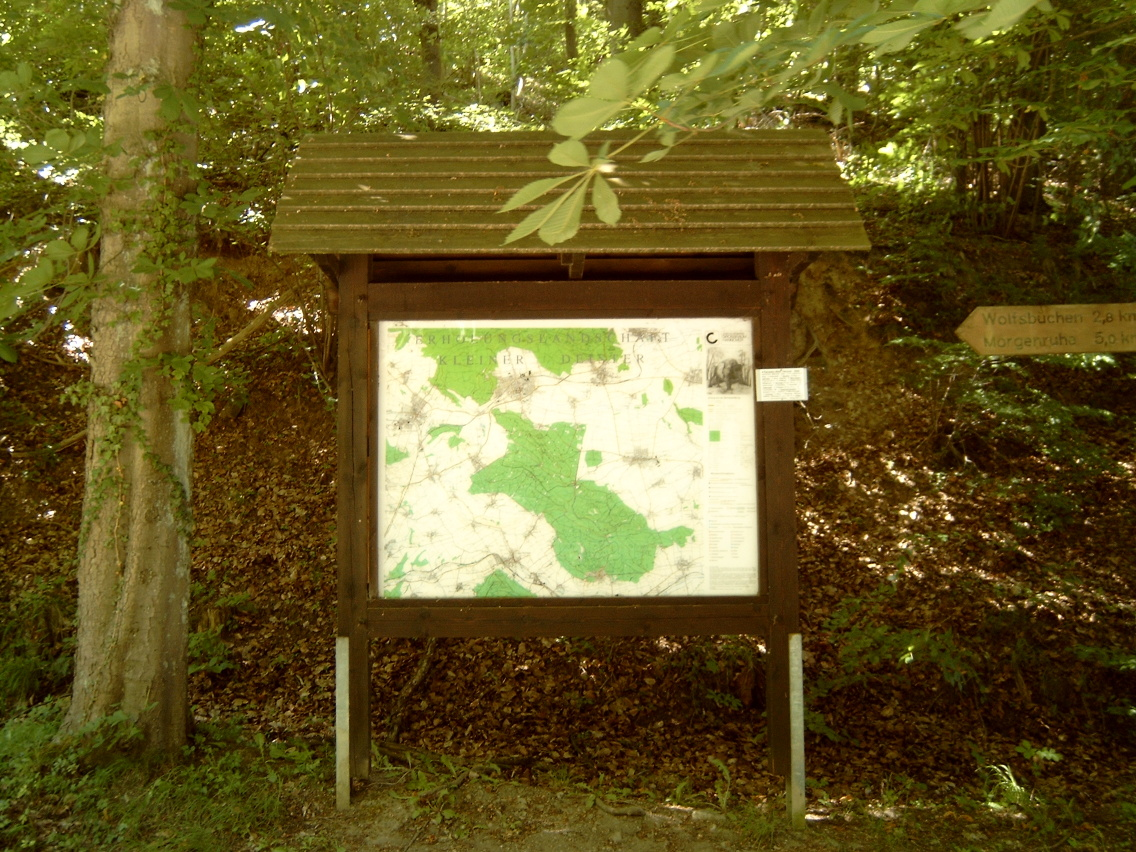
Infotafel Erholungslandschaft Kleiner Deister